# Miktoniscus vandeli
Miktoniscus vandeli là một loài chân đều trong họ Trichoniscidae. Loài này được Bonnefoy miêu tả khoa học năm 1945.